# Palazzo Orsini (Ghedi)
Palazzo Orsini è stato un palazzo storico situato a Ghedi, in provincia di Brescia. Edificato nei primi anni del XVI secolo da Niccolò Orsini, allora Capitano Generale di Terraferma della Serenissima, aveva la funzione di dimora e di base logistica per le sue truppe, di stanza nel paese bresciano.
L'edificio, tuttavia, fu abitato per pochi anni dal suo originale committente, dato che fu abbandonato quasi subito dai suoi eredi, per poi passare nelle mani di diverse famiglie aristocratiche bresciane. L'ultimo proprietario dell'immobile fu la famiglia Mondella che, prima che la fabbrica rinascimentale venisse demolito a fine Ottocento, commissionò un dipinto al vedutista Faustino Joli.

## Storia

### La commissione e l'inizio dei lavori
La dimora signorile venne commissionata agli inizi del Cinquecento dal capitano di ventura Niccolò Orsini, conte di Pitigliano, di Nola e capitano generale dell'esercito della Serenissima. Quest'ultimo aveva infatti ricevuto in dono, nel 1495, i feudi di Asola, Malpaga, Leno ed appunto Ghedi. Testimonia una perduta cronaca locale come, nel 1505, «fu dato principio in Ghedi alla fabbrica del Palazzo del signore Conte di Pitigliano». L'Orsini vi abitò stabilmente, anche in virtù della sua passione per la caccia che trovava nelle brughiere ghedesi (dovuto alle zone paludose e boschive) una selvaggina ben diversificata. 
Nel palazzo riceveva inoltre la visita di funzionari ed emissari della Repubblica di Venezia. Il condottiero diede incarico al pittore Romanino, tra il 1506 e il 1509, di decorare le sale del palazzo, mentre per la loggia venne incaricato Marcello Fogolino. Eretto a mezzo miglio al di fuori delle mura del castello di Ghedi, fu costruito frettolosamente, ma doveva apparire maestoso ed esteticamente pregevole. 
La permanenza dell'Orsini e delle sue truppe nel paese, peraltro, ebbe ripercussioni sull'economia del borgo, soprattutto in virtù delle numerose visite ed ambascerie inviategli da parte delle autorità veneziane durante il suo soggiorno, in virtù anche delle numerose giostre, banchetti e mostre che tenne in città; in occasione delle mostre annuali dell'esercito, inoltre, il borgo dovette sostenere in eguale misura ingenti spese.
A seguito della disastrosa battaglia di Agnadello, comunque, il capitano di ventura perse tutti i propri possedimenti territoriali nel bresciano, tanto è vero che il palazzo stesso, assieme ai feudi di Ghedi, Leno e Malpaga, fu ceduto da Luigi XII di Francia al cardinale d'Amboise. In seguito, nel 1516, il palazzo fu gravemente danneggiato e dato alle fiamme da gruppi di soldati tedeschi. Solo nel 1517 la dimora signorile fu ceduta alla famiglia Montini, quindi agli Avogadro, poi ai Martinengo-Colleoni ed infine ai nobili Villagana. 
Furono questi ultimi a cederlo al nobile Ottavio Mondella nella prima metà del XIX secolo, che in un'ottica di maggiore interesse nel ghedese fece costruire villa Mondella ed acquistò diverse proprietà nel suddetto territorio.

### La definitiva decadenza

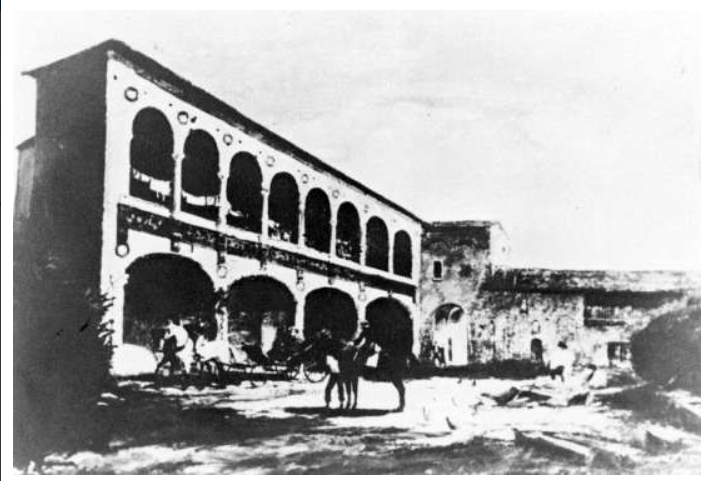
Foto d'epoca del palazzo rinascimentale

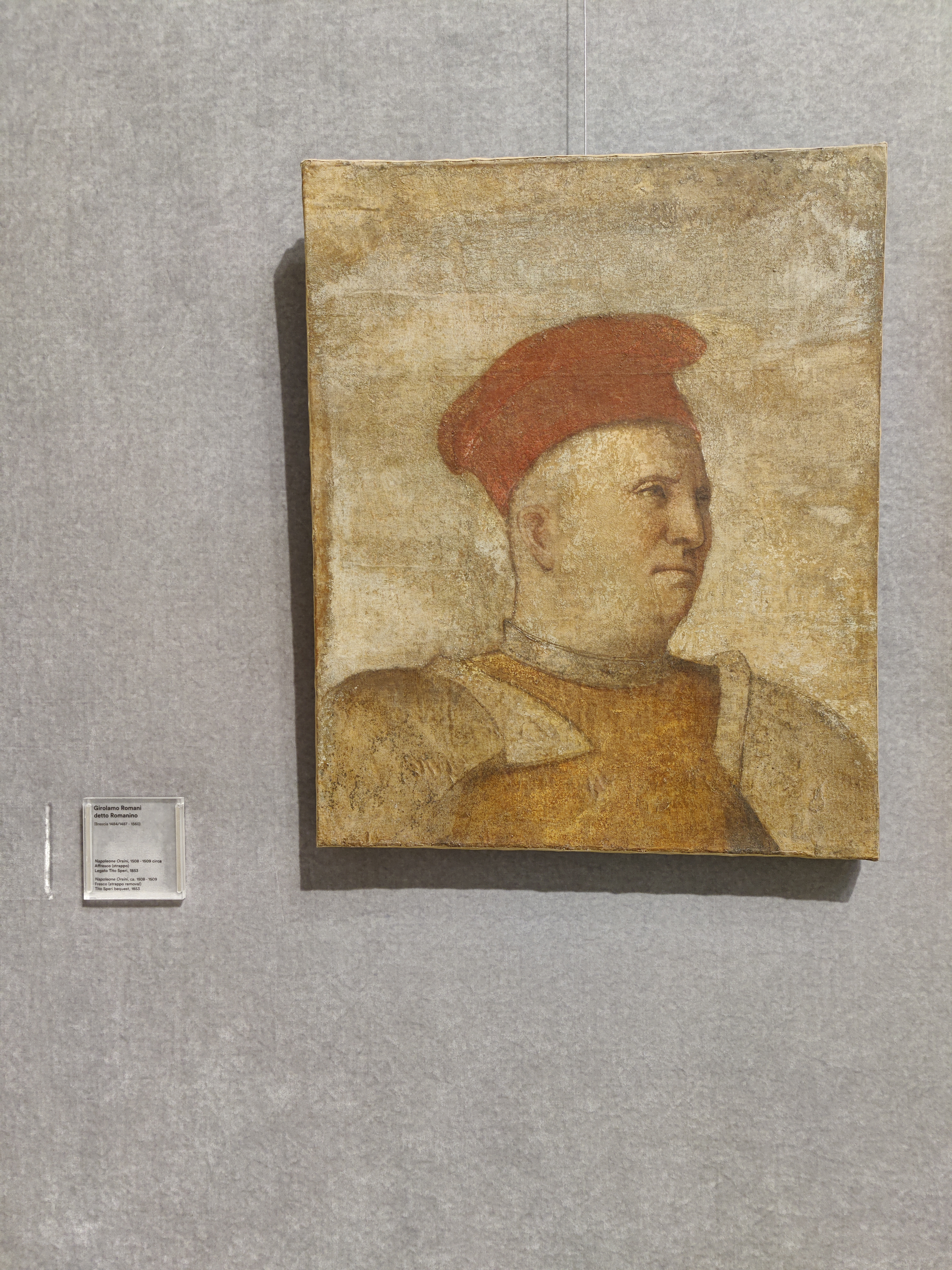
Romanino, affresco di Niccolò Orsini strappato da Palazzo Orsini, Pinacoteca Tosio Martinengo, Brescia.

Diversi elementi del palazzo rinascimentale, quali capitelli, camini o decorazioni in cotto, sono stati man mano asportati e riutilizzati nelle case dei Mondella stessi. Nella seconda metà dell'Ottocento il palazzo venne progressivamente abbattuto e parte degli affreschi e delle opere scultoree vennero ceduti a musei bresciani ed europei. I tre cicli di affreschi realizzati dal Romanino, dedicati alla vita e gesta del condottiero, sono considerati peraltro le prime opere realizzate dal pittore: nel 1843 essi furono asportati dalla villa da Gian Battista Speri, padre del patriota bresciano Tito Speri
 

Lo stesso Tito Speri infatti testimonia l'opera del padre Gian Battista con un documento scritto su di un foglietto, che reca la seguente affermazione: "auctor mirificae artis tollendae picturae ex muris". In seguito essa sarebbe stata incollata dietro uno dei due pannelli raffiguranti le teste di Napoleone Orsini e di Niccolò stesso: proprio questi ultimi sono collocati nella pinacoteca Tosio Martinengo. Altri due pannelli, recanti frammenti del perduto ciclo di affreschi e con soggetti altri due membri della famiglia Orsini, si trovano a Lonato del Garda presso la Fondazione Ugo Da Como.
I lacerti di affresco raffiguranti i capitani di ventura e conservati presso la fondazione Ugo da Como, sono stati restaurati nel corso del 2021 e ufficialmente attribuiti alla mano del Romanino. La datazione degli stessi affreschi oscilla tra il 1508 e il 1509, comunque nella fase giovanile della produzione artistica del Romanino, mentre in precedenza si credeva fossero opere dell'artista Floriano Ferramola
I due frammenti minori facevano presumibilmente parte di un salone dell'edificio, mentre i cicli dedicati alle gesta del condottiero si trovavano appunto nella zona della loggia principale. Proprio questi ultimi si trovano nel museo di belle arti di Budapest. Inoltre, il portale d'accesso al palazzo, abbellito ulteriormente nel corso del XIX secolo e recante decorazioni di natura militare, fu acquistato dal Victoria and Albert Museum di Londra, dove attualmente non è esposto al pubblico.
Rimane traccia delle fattezze del palazzo, dimezzato rispetto alla sua grandezza originaria, in un quadro intitolato: Veduta dell'interno di una casa colonica del pittore bresciano Faustino Joli, e conservato anch'esso nei musei civici di Arte e Storia di Brescia. Il palazzo è definitivamente crollato, con ogni probabilità, circa nella metà del XIX secolo a causa di un incendio e delle incurie alle quali era sottoposto da secoli.

### Il parziale recupero
Una piccola parte sopravvissuta al crollo, presumibilmente l'ala del palazzo riservata agli alloggi della servitù e che ospitava le stalle, è stata recuperata e riqualificata dopo un contenzioso tra l'amministrazione comunale ed il Gruppo Archeologico di Ghedi. Poiché questa parte di edificio versava da molti anni in uno stato di abbandono e degrado, le autorità comunali erano intenzionate a demolire il restante della struttura rinascimentale, mentre i membri del Gruppo Archeologico proponevano una sua valorizzazione e riadattamento a Museo per la cittadinanza: l'edificio cinquecentesco è stato quindi ristrutturato ed adibito ad asilo nido nel corso del 2014.

## Descrizione

### Planimetria e struttura

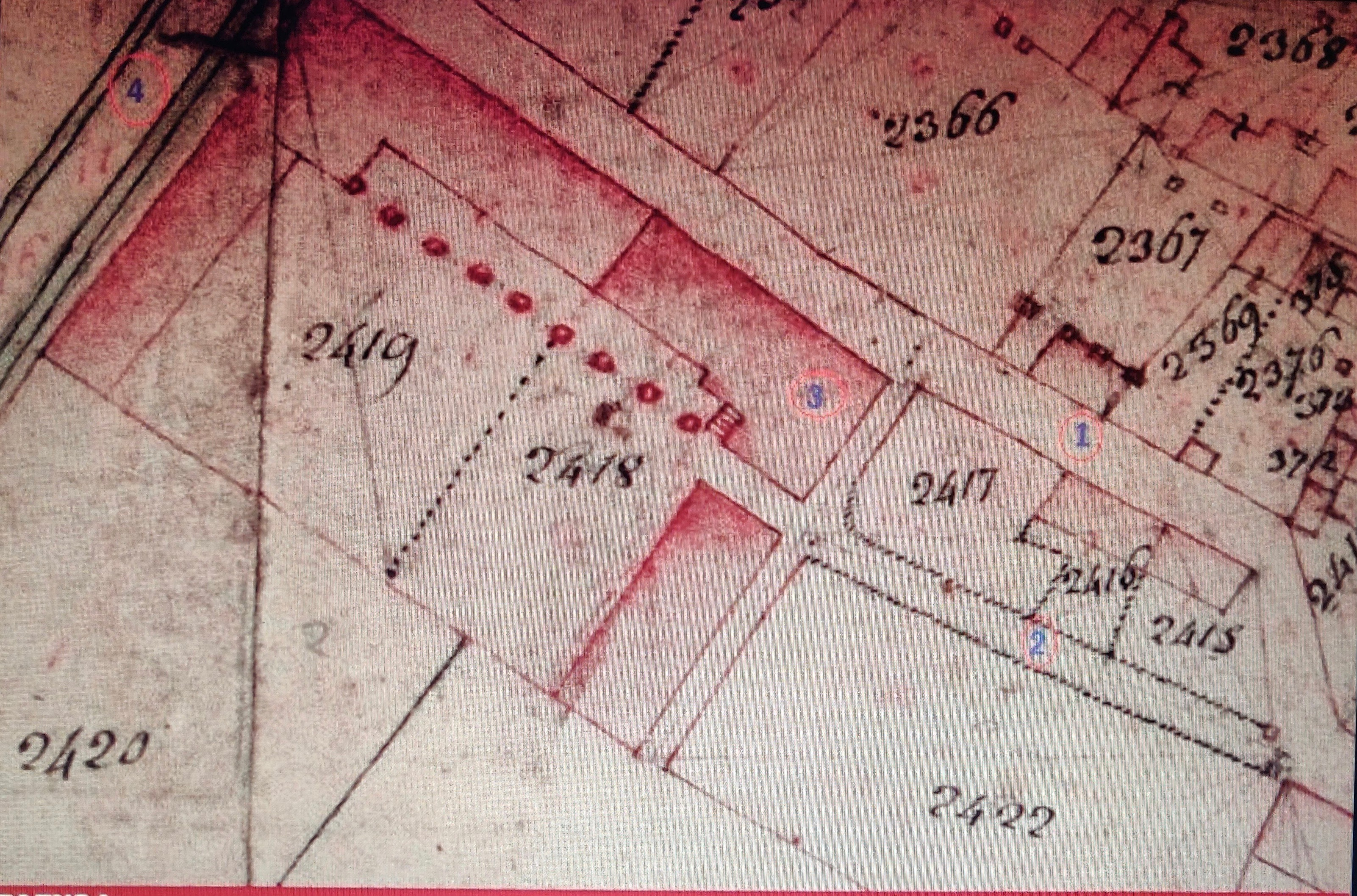
Catasto napoleonico del 1807, con evidenziata in rosso la posizione del palazzo rispetto alla via ed al resto degli edifici.

Vista la scarsità di fonti iconografiche o raffigurazioni del palazzo cinquentesco, risulta assai complicato ricostruire la planimetria e l'aspetto originario della dimora rinascimentale: con ogni probabilità, come si evince anche dai vari catasti consultabili e dal quadro di Faustino Joli, esso era costituito da un doppio loggiato, sia al piano terra sia al primo piano; il catasto del 1807, in particolare, consente di individuare nove campate che costituiscono il loggiato interno dell'edificio, così come sui due rispettivi lati minori due ali di minore grandezza ed importanza, probabilmente destinata ad alloggi di servizio.

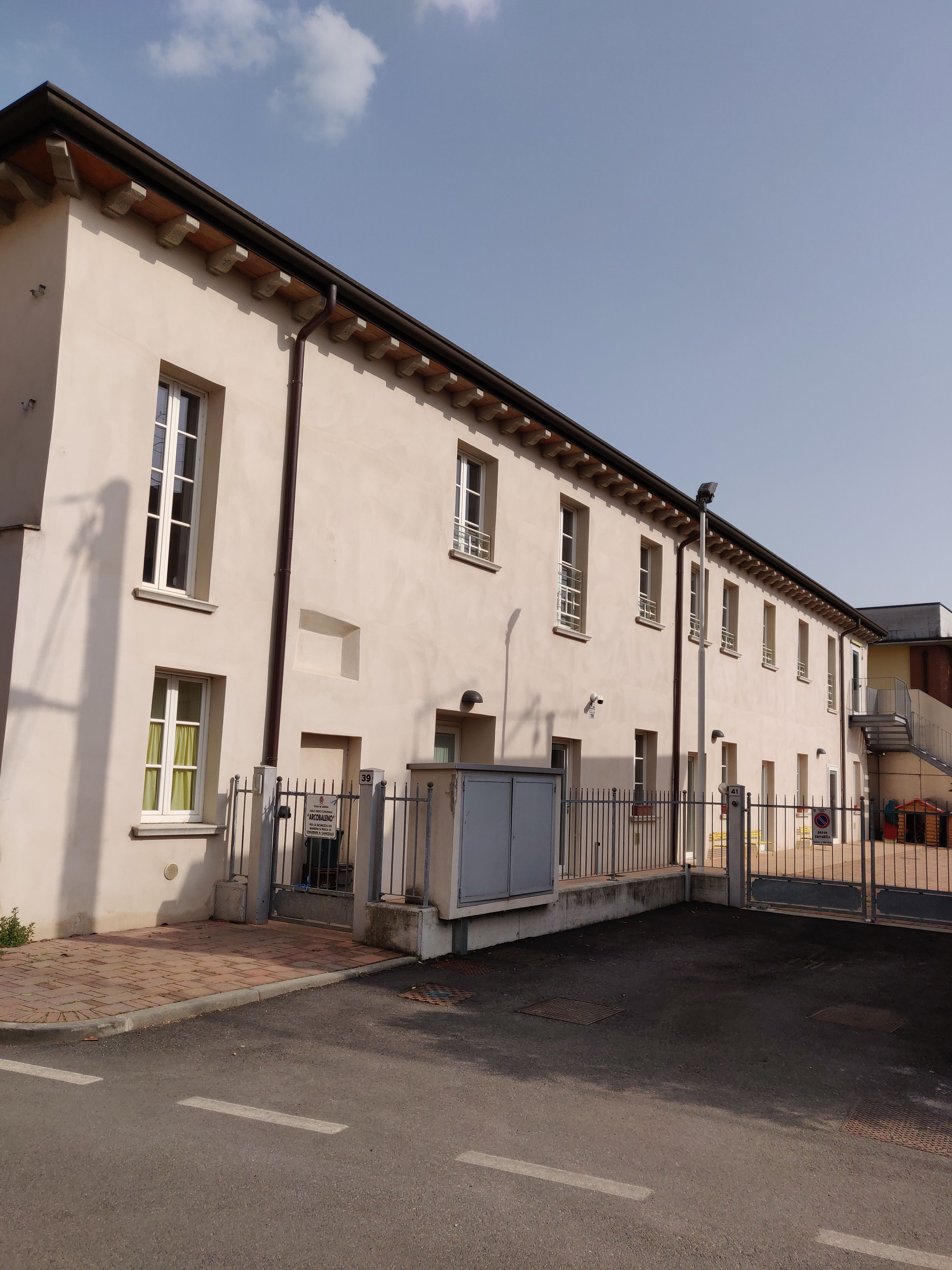
Porzione sopravvissuta di palazzo Orsini

Nell'interno del cortile, comunque, sotto il porticato affrescato a suo tempo dal Romanino con scene della vita dell'Orsini, si leggevano queste altre iscrizioni e motti:
Altra testimonianza è fornita da Pandolfo Nassino, vicario della quadra di Ghedi nel 1540, il quale riporta questa iscrizione che, a suo dire, sarebbe stata affissa sulla porta d'accesso dell'edificio: «NICOLAUS - URSINUS - III - PITILIANI - ET - NOLE - COMES - SERENISSIMI - DU - DO - VE - AR CAPIT - GNILS». Sempre secondo perdute cronache coeve, nell'angolo settentrionale del palazzo così come sul camino monumentale, poi andato perduto, si leggeva la data MDVI, che indicava forse l'inizio della fabbrica dello stesso palazzo.  Per quanto riguarda i cicli di affreschi presenti nel loggiato esterno e già citati, la posizione originaria di queste opere nel palazzo può essere dedotta da un memoriale del capitano Pietro Contarini, risalente al mese di aprile del 1623: 
(Alessandro Nova, Girolamo Romanino, 1994, pag. 208)